# Champions (singolo)
Champions è un singolo dei rapper Kanye West, Gucci Mane, Big Sean, 2 Chainz, Travis Scott, Yo Gotti, Quavo e Desiigner,  pubblicato il 7 giugno 2016 dall'etichetta discografica GOOD Music. Il singolo avrebbe dovuto essere il primo singolo della nuova compilation della GOOD, Cruel Winter, che è stato però in seguito posticipato a data da definire. La produzione del singolo è stata curata da Kanye West, A-Trak, Lex Luger e Mike Dean, con inoltre le co-produzioni aggiuntive di Derek Watkins, Charlie Heat e Noah Goldstein.

## Pubblicazione
Il singolo venne trasmesso per la prima volta dall'emittente radiofonica Big Boys. Kanye West pubblicò poi il brano come primo singolo di Cruel Winter. Inizialmente il singolo non aveva un titolo ben specificato, sebbene in più occasioni venisse indicato come Round and Round o Champions. Infine venne poi ufficialmente pubblicato su iTunes il 12 giugno 2016.

## Accoglienza
Il brano è stato classificato dal periodico Complex come il 49° migliore del 2016.

## Performance commerciale
Il 2 luglio 2016 il singolo debuttò alla posizione numero 71 della Billboard Hot 100 e alla posizione numero 7 della Hot R&B/Hip-Hop Songs, vendendo 31 000 copie nella sua prima settimana dalla pubblicazione.

## Tracce
Testi di Kanye West, Radric Davis, Sean Michael Anderson, Tahueed Epps, Jacques Webster, Mario Mims, Quavious Marshall, Sidney Royel Selby III, musiche di Kanye West, A-Trak, Lex Luger, Mike Dean, Derek Watkins, Charlie Heat, Noah Goldstein.
1. Champions – 5:34

## Formazione
Crediti adattati da Tidal.

### Musicisti
- Kanye West – voce, produzione
- Gucci Mane – voce
- Big Sean – voce
- 2 Chainz – voce
- Travis Scott – voce
- Yo Gotti – voce
- Quavo – voce, registrazione
- Desiigner – voce

### Produzione
- A-Trak – produzione
- Lex Luger – produzione
- Mike Dean – produzione, basso, tastiere, batteria, registrazione, missaggio
- Fonzworth Bentley – co-produzione
- Charlie Heat – co-produzione
- Noah Goldstein – produzione aggiuntiva, registrazione
- Finis "KY" White – registrazione
- Maximilian Jaeger – registrazione
- Gregg Rominiecki – registrazione
- Thomas Goff – registrazione
- William J. Sullivan – assistente alla registrazione
- Kez Khou – assistente al missaggio

## Classifiche
Classifiche settimanali
| Classifica (2016)         | Posizione massima |
| ------------------------- | ----------------- |
| Canada                    | 73                |
| Regno Unito (R&B)         | 26                |
| Stati Uniti               | 71                |
| Stati Uniti (R&B/Hip-Hop) | 22                |